# Bubalus quarlesi
Bubalus quarlesi — вид парнокопитних ссавців родини бикових (Bovidae).

## Поширення
Ендемік Індонезії. Вид поширений лише на острові Сулавесі та невеличкому сусідньому острові Бутон. Мешкає у гірських тропічних лісах на висоті 1000—2300 м над рівнем моря. Вважається, що загальна популяція виду становить 2500 особин.

## Опис
Найдрібніший із сучасних диких биків: висота в холці 60-100 см, вага 150—300 кг. Невелика голова і стрункі ноги роблять вид трохи схожим на антилопу. Рогу короткі, завдовжки до 15 см, круглі. Забарвлення темно-бура або чорнувата, з білими мітками на морді, горлі і ногах. Телята з густим золотисто-бурим хутром.

## Спосіб життя
Тримаються поодинці або парами, рідко утворюючи невеликі групи. Пасуться зазвичай рано вранці, а спекотну пору доби проводять у воді, де охоче приймають грязьові ванни і купаються. Період розмноження не пов'язаний з певним сезоном року. Вагітність триває 275—315 днів.